# Un amour de prof
Pour les articles homonymes, voir Stepping Out.
Pour plus de détails, voir Fiche technique et Distribution.
Un amour de prof (Stepping Out) est un film américain réalisé par Lewis Gilbert, sorti en 1991. Il s'agit de l'adaptation de la pièce éponyme écrite par Richard Harris.

## Synopsis
Une ancienne danseuse professionnelle enseignant des cours de claquettes à une bande d'amateurs entreprend de monter un numéro unique pour un gala de charité.

## Fiche technique
- Titre français : Un amour de prof[2]
- Titre original : Stepping Out
- Réalisation : Lewis Gilbert
- Scénario : Richard Harris, d'après sa pièce éponyme
- Musique : Peter Matz
- Photographie : Alan Hume
- Montage : Humphrey Dixon
- Production : Lewis Gilbert
- Société de production et de distribution : Paramount Pictures
- Pays de production :  États-Unis
- Langue : Anglais
- Format : Couleur - Dolby - 35 mm - 1.85:1
- Genre : Comédie, Musical, Romance
- Durée : 104 min
- Dates de sortie :
  - États-Unis : 20 septembre 1991
  - France : 4 décembre 1991[2]

## Distribution
- Liza Minnelli (VF : Arlette Thomas) : Mavis Turner
- Sheila McCarthy : Andy
- Bill Irwin (VF : Jean-François Vlérick) : Geoffrey
- Julie Walters : Vera Lionel-Andrews
- Shelley Winters : Mme Fraser
- Jane Krakowski : Lynne
- Robyn Stevan : Sylvia
- Ellen Greene : Maxine
- Carol Woods (VF : Jacqueline Cohen) : Rose
- Andrea Martin : Dorothée
- Nora Dunn : Pam Lechner
- Luke Reilly : Patrick
- Eugene Robert Glazer : Frank
- Géza Kovács : Jerry
- Raymond Rickman : Alan

## Distinction

### Nomination
- Bafta Awards
  - Meilleure actrice dans un second rôle pour Julie Walters